# Pyrausta designatalis
Pyrausta designatalis là một loài bướm đêm trong họ Crambidae.